# Budkovce
Budkovce (węg. Butka) – wieś (obec) na Słowacji w kraju koszyckim w powiecie Michalovce. Pierwsza pisemna wzmianka o miejscowości pochodzi z 1319 roku.